# Behnoush Bakhtiari
Behnoosh Bakhtiari (en persan : بهنوش بختیاری);(ou Behnoush Bakhtiari ou encore Bakhtiary), née le 19 mai 1975 à Mashhad, est une actrice iranienne. Elle est surtout connue pour ses rôles dans les sitcoms de Mehran Modiri, particulièrement son portrait hilarant de Leiloon dans Shabhaye Barareh.

## Filmographie

### Séries télévisées
| Année     | Titre            | (Titre en français)  | Réalisateur    | Personnage           |
| --------- | ---------------- | -------------------- | -------------- | -------------------- |
| 2005      | Jayezeye Bozorg  | (Grand Prix)         | Mehran Modiri  | Fariba Jamali        |
| 2005-2006 | Shabhaye Barareh | (Nuits de Barareh)   | Mehran Modiri  | Leiloon Bala Barareh |
| 2007      | Bagh-e Mozaffar  | (Jardin de Mozaffar) | Mehran Modiri  | Sheyda/Ashraf        |
| 2007      | Char Khooneh     | (Carreau)            | Soroush Sehhat | Parastoo             |